# Église San Tomà
L'église San Tomà ou San Tommaso est une église catholique de Venise, en Italie.

## Histoire
L'église paroissiale de Saint Thomas l'Apôtre a été érigée en 917 sur un terrain donné par la famille noble Tonisto et aux dépens de la famille Miani. Elle fut rénovée à la fin du XIVe siècle, agrandie en 1508 et embelli d'une façade de marbre dans la seconde moitié du XVIIe siècle. Au début du siècle suivant, l'église menaçait de s'effondrer; le travail de renouvellement des fondations démarra en 1742. La dernière restauration était achevée en 1803.
L'église de Saint-Thomas a cessé d'être une église paroissiale pour la première fois en 1807 et définitivement en 1810. En 1837 il a été donné en usage aux pères conventuels venus habiter dans un petit couvent proche, restant là jusqu'en 1867.

## Description

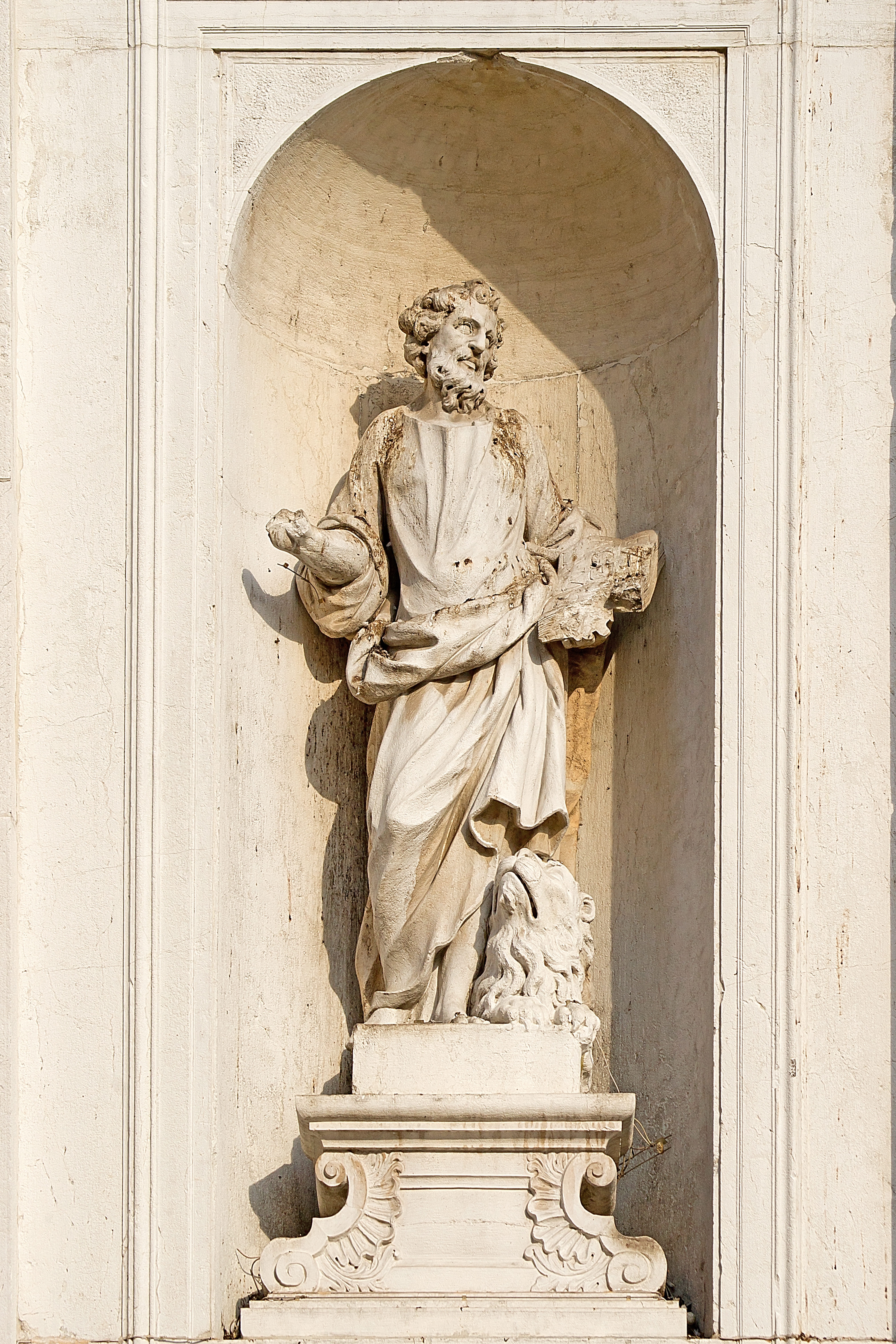
San Marco par Paolo Callalo.
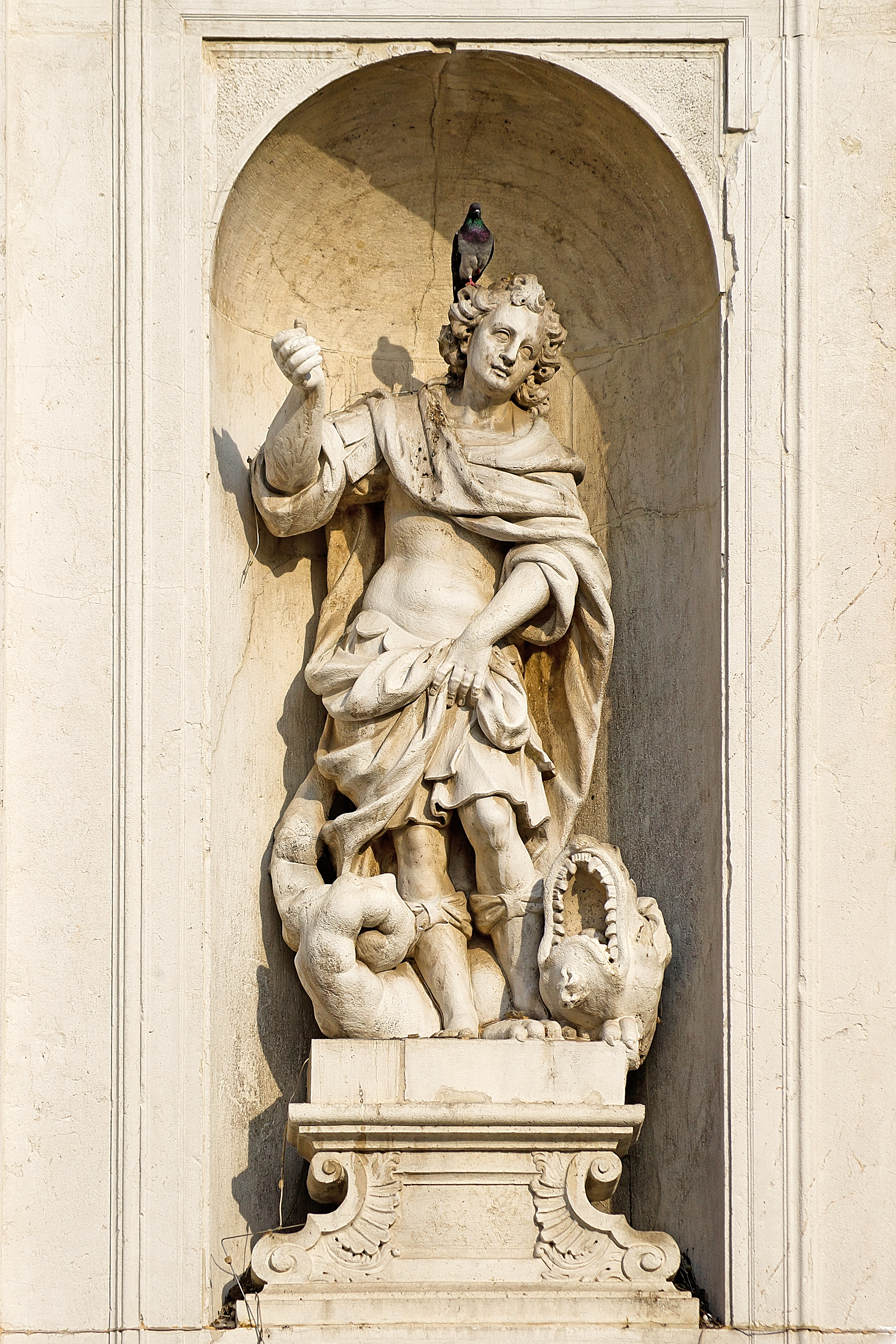
San Teodoro par  Paolo Callalo.
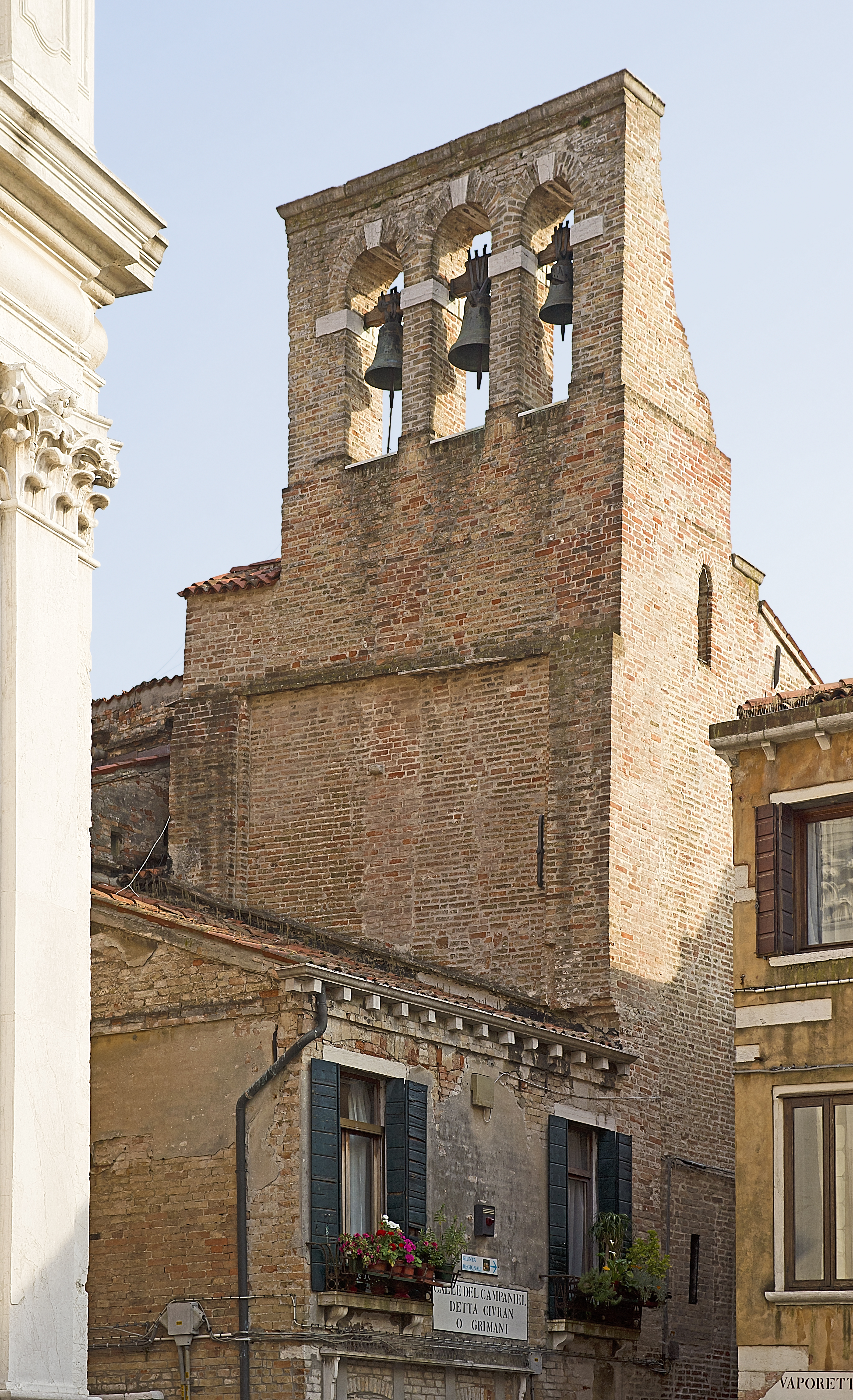
Le clocher-mur de l'église.
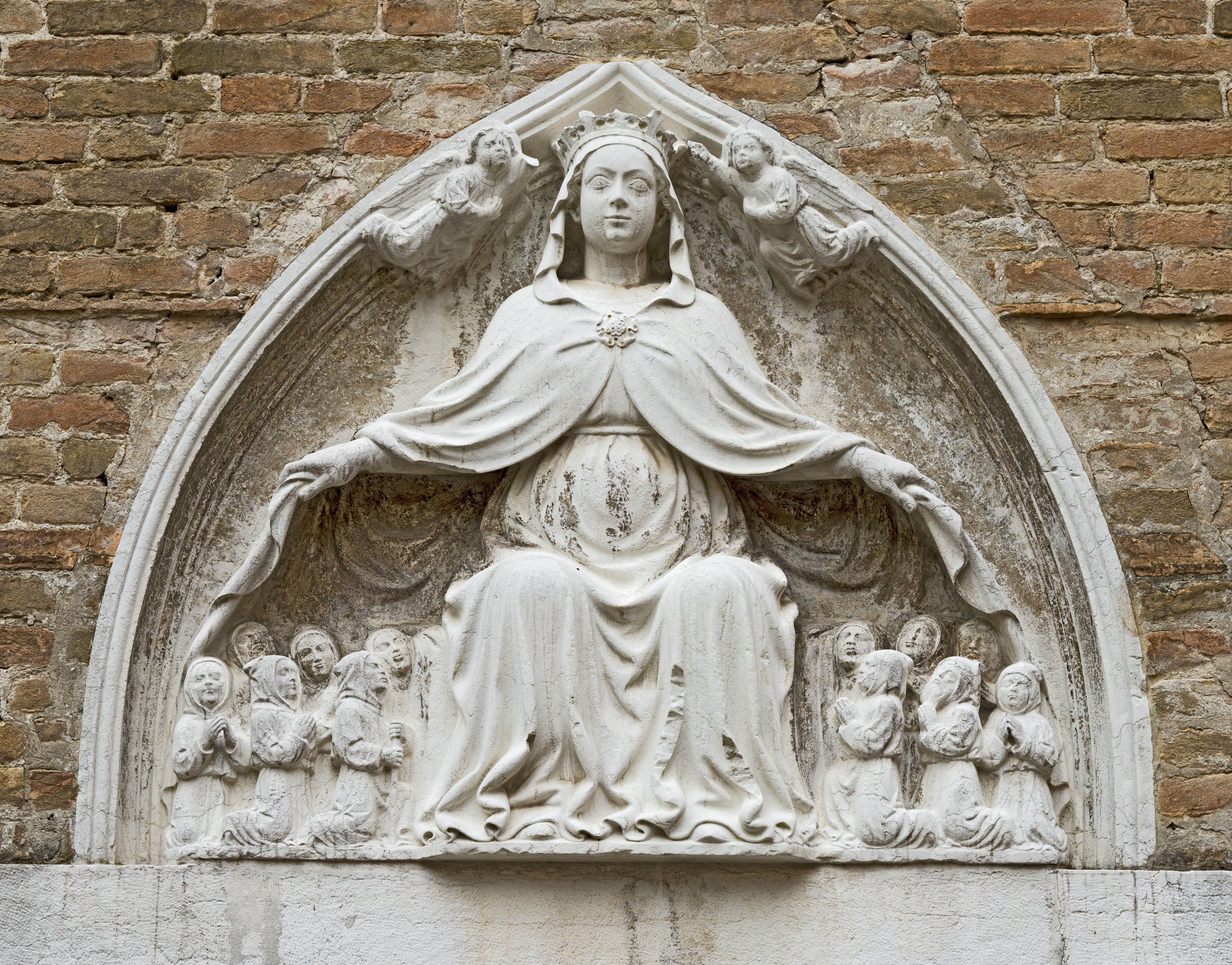
Le bas-relief de la Madonna della Misericordia.
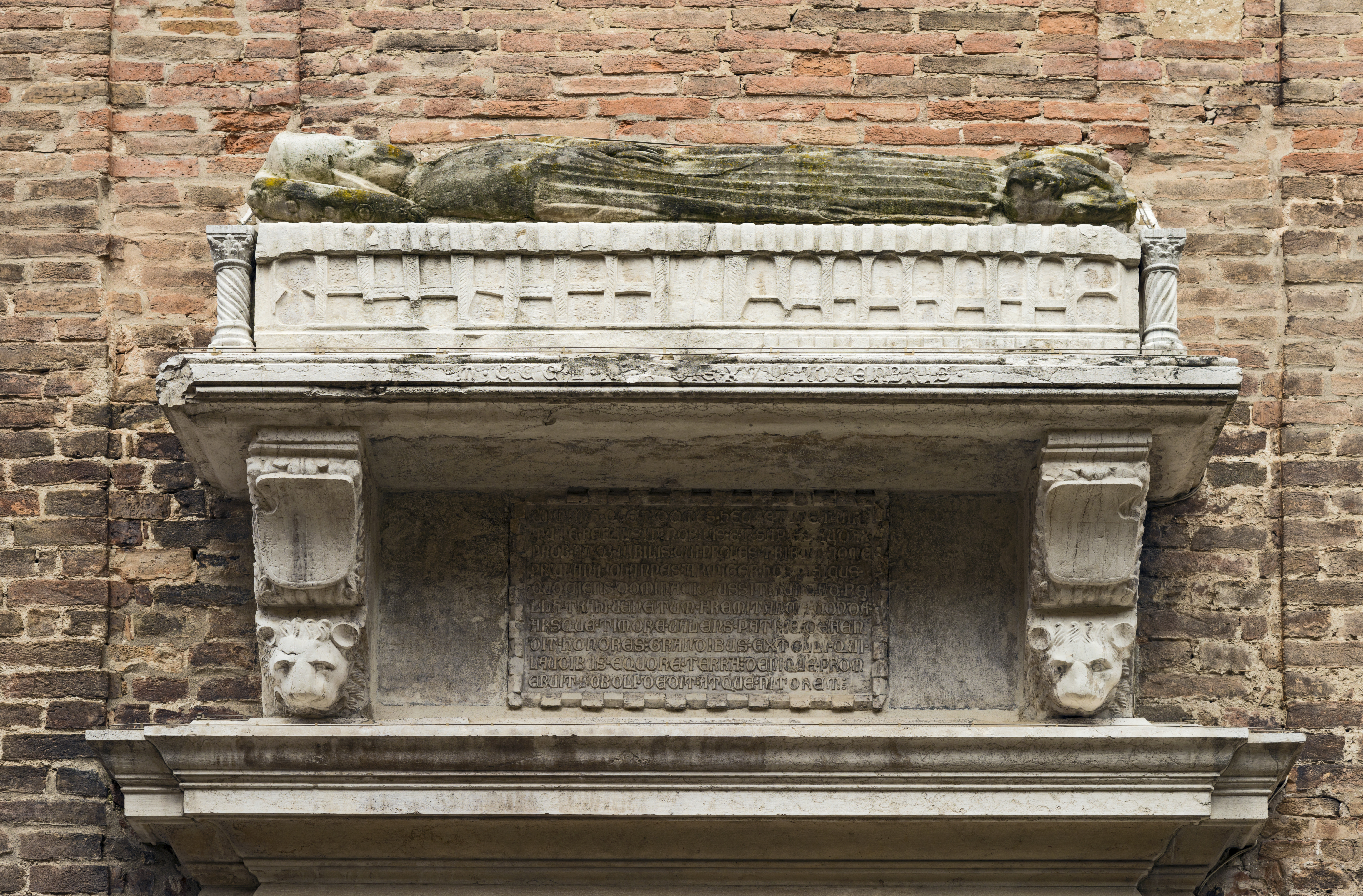
Le Sarcophage de Giovanni Priuli XIVe siècle.